# База Топливной промышленности
Ба́за То́пливной промы́шленности — посёлок в Солигаличском муниципальном районе Костромской области. Входит в состав Солигаличского сельского поселения

## География
Посёлок находится в северо-западной части Костромской области, на расстоянии приблизительно 2 км (по прямой) к северо-западу от города Солигалич, административного центра района.

### Часовой пояс
Посёлок База Топливной промышленности, как и вся Костромская область, находится в часовой зоне МСК (московское время). Смещение применяемого времени относительно UTC составляет +3:00.

## Население
| 2008 | 2010 | 2014 |
| ---- | ---- | ---- |
| 39   | ↘29  | ↗41  |

### Национальный состав
Согласно результатам переписи 2002 года, в национальной структуре населения русские составляли 100 % из 35 чел.